# Ichneumon brachyacanthus
Ichneumon brachyacanthus är en stekelart som beskrevs av Gmelin 1790. Ichneumon brachyacanthus ingår i släktet Ichneumon och familjen brokparasitsteklar. Inga underarter finns listade i Catalogue of Life.